# قائمة المواقع التراثية المتضررة في الحرب الأهلية السورية

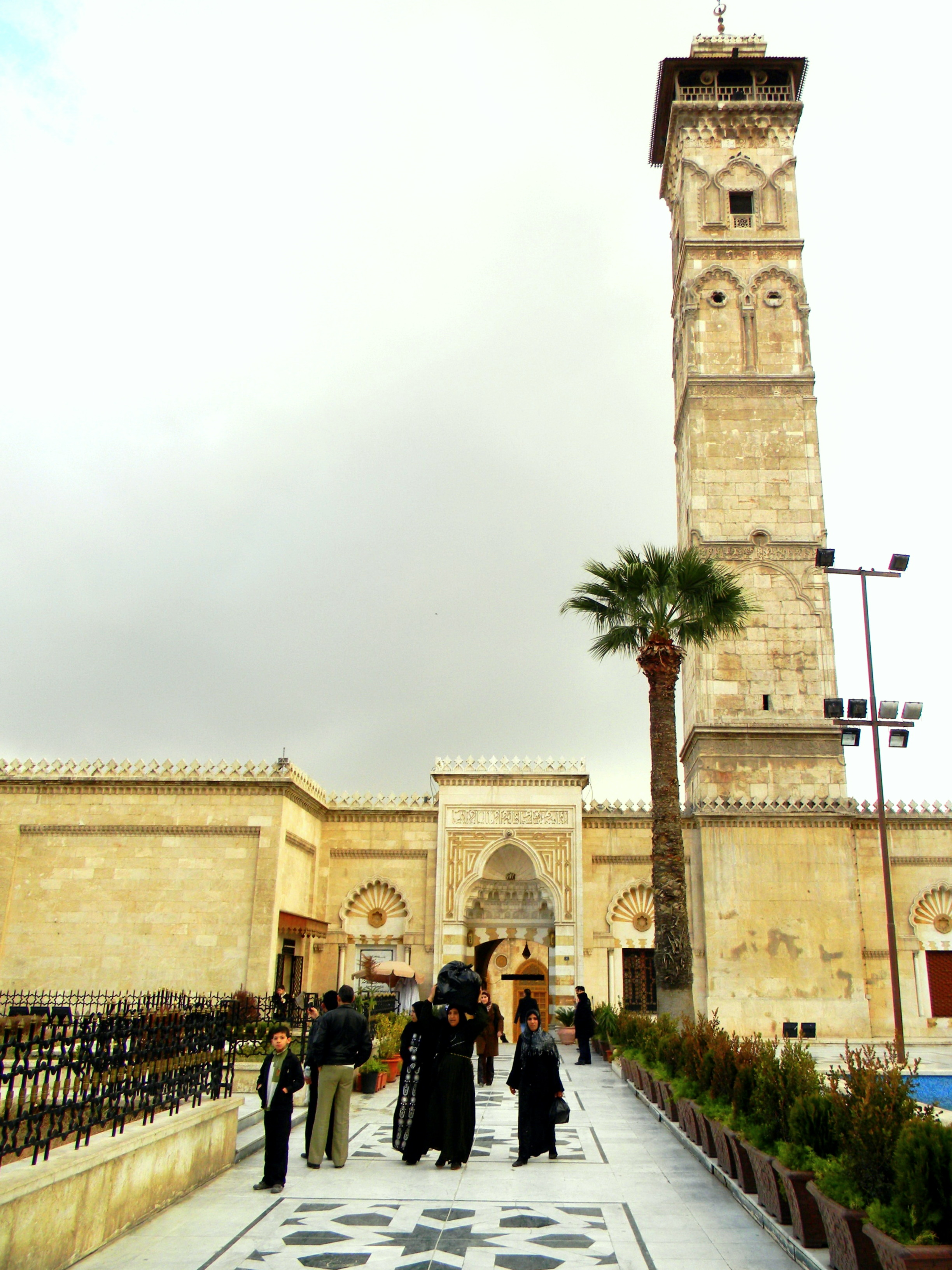
مئذنة الجامع الكبير في حلب ، الذي دمر في القتال عام 2013.

هذه قائمة بالمواقع التراثية التي تضررت أو دمرت خلال الحرب الأهلية السورية. قد تسبب الضرر للعديد من المباني التاريخية، مثل التلال والمواقع أثرية، بما في ذلك جميع المواقع الستة المدرجة بهيئة اليونسكو ضمن مواقع التراث العالمي. الآثار المدمِرة للصراع ناتجة عن القصف والنهب واحتلال المسلحين.

## القصف
| م     | الاسم                                | تفاصيل                              | الموقع                     | ملاحظات | الصورة | مراجع                                                   |
| القصف | القصف                                | القصف                               | القصف                      | القصف | القصف  | القصف                                                   |
| ----- | ------------------------------------ | ----------------------------------- | -------------------------- | --- | ------ | ------------------------------------------------------- |
| 1     | قلعة الحصن (حمص)                     | (ضمن مواقع التراث العالمي)          | الموقع                     | ألحقت غارة جوية على قلعة الحصن الشهيرة في سوريا، وهي أحد مواقع التراث العالمي التابعة لليونسكو، أضرارًا بأحد أبراج القلعة. تُظهر اللقطات انفجارًا كبيرًا فيما يبدو أن برج القلعة الصليبية أخذ ضربة مباشرة. |        | [ 2 ] [ 3 ]                                             |
| 2     | القرى الأثرية                        | (ضمن مواقع التراث العالمي)          | شمال سوريا                 | |        | [ 4 ]                                                   |
| 3     | بصرى                                 | (ضمن مواقع التراث العالمي)          | شمال سوريا                 | |        | [ 4 ]                                                   |
| 4     | تدمر                                 | (ضمن مواقع التراث العالمي)          | شمال سوريا                 | |        | [ 4 ]                                                   |
| 5     | قلعة إسلامية                         |                                     | شمال سوريا                 | تضررت جراء إطلاق النار |        | [ 4 ]                                                   |
| 6     | مدينة دمشق القديمة                   | (ضمن مواقع التراث العالمي)          | دمشق                       | |        | [ 1 ]                                                   |
| 7     | مباني العصور الوسطى                  | مدينة حلب القديمة                   | (ضمن مواقع التراث العالمي) | |        | [ 1 ] [ 5 ]                                             |
| 8     | سوق المدينة                          | أكبر سوق تاريخي مغطى في العالم      | حلب                        | تم تدميره وإحراقه بالنيران |        | [ 6 ]                                                   |
| 9     | الجامع الكبير في حلب                 | تاريخي                              | حلب                        | أصيب بأضرار خلال هجوم للمسلحين السوريين. فالجدار دمرته قذائف صاروخية |        | وأيضا الأضرار التي لحقت بقاعة الصلاة والبوابة الرئيسية. |
| 10    | أفاميا وجدار وأبراج قلعة المضيق      | (ضمن مواقع التراث العالمي التجريبي) |                            | |        |                                                         |
| 11    | مسجد إدلب سرمين                      | تاريخي                              | إدلب                       | |        |                                                         |
| 12    | مسجد التكية أريحا                    | تاريخي                              | أريحا                      | |        | [ 9 ]                                                   |
| 13    | الجامع الكبير في القصير              | تاريخي                              | [[]]                       | |        |                                                         |
| 14    | دير القديس إيليان                    | تاريخي                              | [[]]                       | |        | [ 9 ] [ 10 ]                                            |
| 15    | مسجد الحراك                          | تاريخي                              | الحراك                     | |        | [ 11 ]                                                  |
| 16    | دير سيدة صيدنايا                     | تاريخي                              | [[]]                       | |        | [ 12 ]                                                  |
| 17    | دير القديس يعقوب المشوه (قره)        | تاريخي                              | [[]]                       | |        |                                                         |
| 18    | قلعة حلب                             | تاريخي                              | حلب                        | |        | [ 13 ] [ 14 ]                                           |
| 19    | المعبد الآشوري في تل حمد             | تاريخي                              | تل حمد                     | |        | [ 2 ]                                                   |
| 20    | أجزاء كبيرة من حماة                  |                                     | حماة                       | |        |                                                         |
| 21    | أجزاء كبيرة من حمص                   |                                     | حمص                        | |        |                                                         |
| 22    | قبر الشيخ دهور المحمد                |                                     | ريتان                      | |        |                                                         |
| 23    | مواقع ومعالم غير محددة في منطقة درعا | (ولا سيما دار البلد وداعل وإنخل)    | منطقة درعا                 | |        |                                                         |
| 24    | مسجد العمري                          | (أحد أقدم الآثار الإسلامية)         | درعا                       | |        |                                                         |
| 25    | معبد عين دارة القديم                 | تاريخي                              | عفرين                      | خلال العملية العسكرية التركية في عفرين في 2018، حيث أضر القصف التركي بالمعبد. |        | [ 15 ] [ 16 ]                                           |

كما أثيرت مخاوف بشأن المواقع التي من المحتمل أن تتأثر بالقصف بما في ذلك مواقع التراث العالمي في مركزي دمشق وحلب وموقع نواعير حماة للتراث العالمي.

## النهب
هناك خمسة وعشرين من متاحف التراث الثقافي موزعة في جميع أنحاء سوريا، وبها العديد من القطع الأثرية المخزنة. ذُكر أن متحف حمص تم نهبه، بينما المتاحف والمعالم في دمشق ما زالت آمنة من النهب والتدمير مع تصاعد الحرب بين الحكومة والمسلحين. حذر رئيس الوزراء السوري عادل سفر في 11يوليو 2011 أن «البلاد مهددة من قبل الجماعات المسلحة مع التكنولوجيا الفائقة وأدوات متخصصة في سرقة المخطوطات والآثار، وكذلك نهب المتاحف» ودعا إلى زيادة التدابير الأمنية.
| م | الاسم                        | تفاصيل                                 | الموقع    | ملاحظات | الصورة | مراجع  |
| - | ---------------------------- | -------------------------------------- | --------- | --- | ------ | ------ |
| 1 | متحف حماة                    | تاريخي                                 | حماة      | وفقًا لمصادر في سوريا، فقد وقع متحف حماة الإقليمي الشهير في بلدة حماة، المنطقة الشمالية الغربية من سوريا، ضحية للصوص. وعلى وجه الخصوص، حيث أن التمثال البرونزي، الذي يعود تاريخه إلى العصر الآرامي، مفقود حاليًا، وهناك مخاوف متزايدة من احتمال تهريبه من سوريا إلى الأسواق الدولية |        | [ 17 ] |
| 2 | متحف الرقة                   | تاريخي                                 | الرقة     | المعروف أيضًا باسم متحف قلعة جبر، قد نُهِب في 1 مايو 2012، تضمنت العناصر المسروقة ثلاثة تماثيل للمعبودات [عشتار] وفخار يرجع تاريخها إلى الألفية الثالثة قبل الميلاد. |        | [ 18 ] |
| 3 | الفسيفساء الرومانية          | تاريخي                                 |           | تم نهبها من أفاميا حيث تعرضت الأرضيات الرومانية للتمزيق بـ بلدوزر. |        |        |
| 4 | اثنان من الأعمدة ذات التيجان | من الطريق الرئيسي (الروماني) في آفاميا |           | |        |        |
| 5 | متحف دير الزور               | متحف تاريخي                            | دير الزور | تم نهبة |        |        |
| 6 | متحف معرة النعمان            | تاريخي                                 |           | تم نهبة |        | [ 2 ]  |

أصبح الأمن في متحف إدلب مصدرا للقلق، وفق ما أعلنته منظمة التراث الأثري السوري تحت التهديد. وقد أدى عدم وجود وثائق للآثار في البلاد إلى مشكلة خطيرة في حماية المقتنيات. مع العلم بأن جريمة النهب يعاقب عليها بالسجن لمدة خمسة عشر عاماً وفق القوانين السورية.
وتشير آخر التقارير إلى تزايد السوق السوداء في المنطقة التي يجري فيها تداول الآثار مقابل الأسلحة من قبل المسلحين. علقت مجلة تايم بأن النهب المستمر «سيحرم سوريا من أفضل فرصها لتحقيق طفرة اقتصادية في فترة ما بعد الصراع على أساس السياحة، والتي ساهمت، حتى بدأ النزاع قبل 18 شهرًا، بنسبة 12٪ في الدخل القومي».

## احتلال الجيش أو الميليشيات
يمكن أن تحدث الأضرار التي لحقت بالمواقع القديمة بسبب احتلال الجيش للمواقع وإقامة المخيمات وتحصين المركبات العسكرية والأسلحة. يمكن أن يحدث أيضًا أثناء نقل المواد للبناء أو الهدايا التذكارية أو حتى الممارسة المستهدفة.
| م | الاسم                 | تفاصيل                             | الموقع  | ملاحظات                                                                            | الصورة | مراجع  |
| - | --------------------- | ---------------------------------- | ------- | ---------------------------------------------------------------------------------- | ------ | ------ |
| 1 | تدمر                  | (ضمن مواقع التراث العالمي)         | تدمر    | احتلال الدبابات، وتدمير التماثيل والنقوش.                                          |        | [ 4 ]  |
| 2 | أفاميا                | (ضمن مواقع التراث العالمي المبدئي) |         | تضررت من الجرافات المستخدمة من قبل اللصوص الذين يحفرون في تل القلعة بحثًا عن الكنوز |        | [ 20 ] |
| 3 | بصرى                  | (ضمن مواقع التراث العالمي)         |         | دمرت بواسطة الدبابات.                                                              |        |        |
| 4 | تل الرفاعي أو تل رفعت |                                    |         | لحقت به أضرار من الجنود لاستخدامه كمخيم.                                           |        |        |
| 5 | قلعة الشميس           | قلعة تاريخية                       | السلامة | استخدمت كملاجئ للدبابات التي تم حفرها في قاعدة القلعة.                             |        |        |
| 6 | خان شيخون             | تاريخي                             |         | ملاجئ للدبابات على سفوح المنحدر.                                                   |        | [ 2 ]  |
| 7 | مسجد سيدي يحيى        | تاريخي                             |         | تركيب الدبابات والأسلحة الثقيلة                                                    |        | [ 21 ] |

## الهدم
تم تدمير العديد من مواقع التراث الثقافي في سوريا بشكل متعمد من قبل داعش منذ عام 2014 فصاعدًا، بما في ذلك:
| م  | الاسم                                    | تفاصيل                     | الموقع              | ملاحظات                              | الصورة | مراجع       |
| -- | ---------------------------------------- | -------------------------- | ------------------- | ------------------------------------ | ------ | ----------- |
| 1  | العديد من المباني في تدمر أو بالقرب منها |                            | تدمر                |                                      |        | [ 2 ] [ 3 ] |
| 2  | أسد اللات                                |                            |                     | تم تدميره في يونيو 2015              |        |             |
| 3  | ضريح محمد بن علي ونزار أبو بهاء الدين    | من العصور الوسطى           |                     | تم تفجيرهما في يونيو 2015            |        |             |
| 4  | معبد بل                                  | (ضمن مواقع التراث العالمي) |                     | تم تفجيره في أغسطس 2015              |        |             |
| 5  | معبد بعل شمين                            | تاريخي                     |                     | تم تفجيره في أغسطس 2015              |        |             |
| 6  | برج الاحبل وعدة قبور قديمة أخرى          | (ضمن مواقع التراث)         |                     | تم تدميرها بين يونيو وسبتمبر 2015    |        |             |
| 7  | قوس النصر (تدمر)                         |                            | (ضمن مواقع التراث ) | تم تدميره إلى حد كبير في أكتوبر 2015 |        |             |
| 8  | كنيسة شهداء الأرمن                       | تاريخية                    | دير زور             | تم تفجيرها في سبتمبر 2014            |        |             |
| 9  | كنيسة العذراء مريم                       | تاريخي                     | تل نصري             | تم تفجيرها في أبريل 2015             |        |             |
| 10 | دير القديس إيليان                        | تل                         | قرب القريتين        | تم تدميره في أغسطس 2015              |        |             |

## رد فعل اليونسكو
في 30 مارس 2012، وجهت إيرينا بوكوفا، المديرة العامة لليونسكو، نداءً علنياً لحماية التراث الثقافي السوري وعبرت عن «قلقها البالغ إزاء احتمال إلحاق أضرار بالمواقع الثمينة».
في 2 أكتوبر، أصدرت بوكوفا بيانًا عبرت فيه عن الأسف بشأن الدمار والنيران التي أحرقت السوق القديم في مدينة حلب القديمة. واسمتها «مفترق طرق للثقافات منذ الألفية الثانية قبل الميلاد». ودعت الأطراف المعنية إلى الامتثال لاتفاقية لاهاي لعام 1954 بشأن حماية الممتلكات الثقافية في حالة النزاع المسلح. وقد وعدت علاوة على ذلك بإرسال فريق لتقييم الوضع وتقديم المساعدة في حالات الطوارئ من أجل حماية تراث حلب وتخفيف آثار الكارثة الثقافية وتجنب المزيد من الضرر.
في يونيو 2013، وضعت اليونسكو مواقع التراث العالمي الستة في سوريا في قائمة المنظمة للمواقع المهددة بالانقراض.